# Viracocha Patera
La Viracocha Patera è una struttura geologica della superficie di Io.